# 민주주의-독재 지수

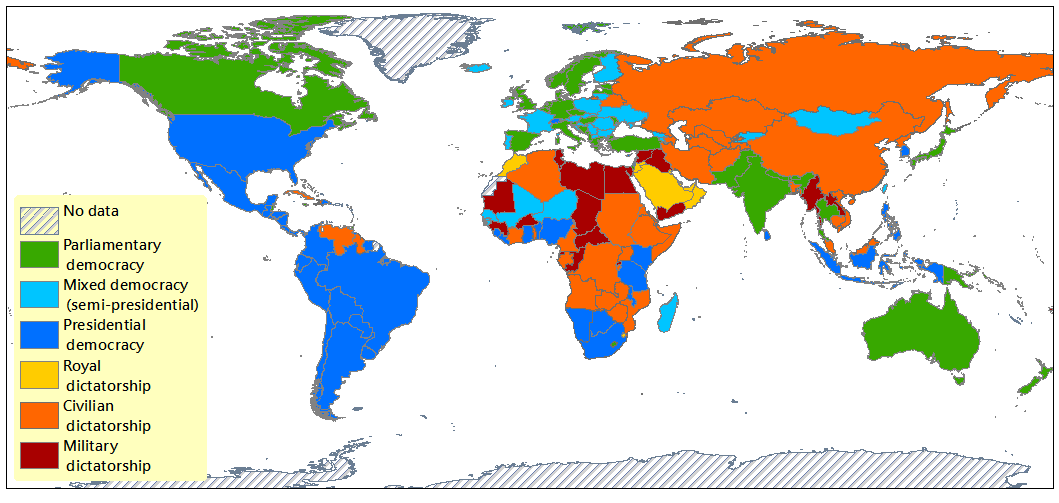
민주주의-독재 지수 (2008년).

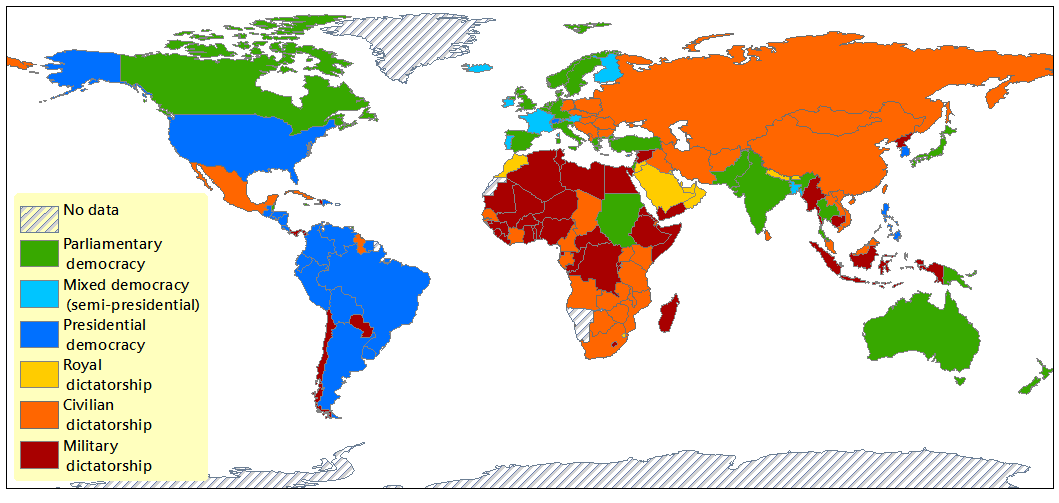
민주주의-독재 지수 (1988년).

민주주의-독재 지수(Democracy-Dictatorship Index, DD) 또는 DD 지수(DD index)는 아담 쉐보르스키 등이 2010년 처음 제안한 민주주의와 독재의 이분법적 측정 지수이다. 이후 Cheibub, Gandhi, Vreeland에 의해 추가로 개발되고 유지보수되고 있다. 최근 데이터 집합이 2008년에 머물러 있지만 Cheibub이 최신화를 예정에 두고 있다.

## 나라별 목록
| 정권                   | 유형     | 아형                  | 독재로 판단한 이유 |
| ---------------------- | -------- | --------------------- | --- |
| 아프가니스탄           | 독재     | 민간인 독재           | 4. 권력 변화 없음 |
| 알바니아               | 민주주의 | 의회 민주주의         | |
| 알제리                 | 독재     | 민간인 독재           | 4. 권력 변화 없음 |
| 안도라                 | 민주주의 | 의회 민주주의         | |
| 앙골라                 | 독재     | 민간인 독재           | 1. 행정부 미선출 |
| 앤티가 바부다          | 민주주의 | 의회 민주주의         | |
| 아르헨티나             | 민주주의 | 대통령제 민주주의     | |
| 아르메니아             | 민주주의 | 준대통령제 민주주의   | |
| 오스트레일리아         | 민주주의 | 의회 민주주의         | |
| 오스트리아             | 민주주의 | 준대통령제 민주주의   | |
| 아제르바이잔           | 독재     | 민간인 독재           | 4. 권력 변화 없음 |
| 바하마                 | 민주주의 | 의회 민주주의         | |
| 바레인                 | 독재     | 왕실 독재             | 1. 행정부 미선출 2. 정당 없음                                                                                                  |
| 방글라데시             | 독재     | 민간인 독재           | 1. 행정부 미선출 2. 입법부 없음 3. 입법 정당 없음                                                                              |
| 바베이도스             | 민주주의 | 의회 민주주의         | |
| 벨라루스               | 독재     | 민간인 독재           | 4. 권력 변화 없음 |
| 벨기에                 | 민주주의 | 의회 민주주의         | |
| 벨리즈                 | 민주주의 | 의회 민주주의         | |
| 베냉                   | 민주주의 | 대통령제 민주주의     | |
| 부탄                   | 민주주의 | 의회 민주주의         | |
| 볼리비아               | 민주주의 | 대통령제 민주주의     | |
| 보스니아 헤르체고비나  | 독재     | 민간인 독재           | 1. 행정부 미선출 |
| 보츠와나               | 독재     | 군사 독재             | 4. 권력 변화 없음 |
| 브라질                 | 민주주의 | 대통령제 민주주의     | |
| 브루나이               | 독재     | 왕실 독재             | 1. 행정부 미선출 2. 입법부 미선출 3. 정당이 하나뿐임                                                                           |
| 불가리아               | 민주주의 | 준대통령제 민주주의   | |
| 부르키나파소           | 독재     | 군사 독재             | 4. 권력 변화 없음 |
| 부룬디                 | 민주주의 | 대통령제 민주주의     | |
| 캄보디아               | 독재왕실 | 왕실 독재             | 1. 행정부 미선출 2. 입법부 미선출 3. 입법 정당 없음 4. 권력 변화 없음                                                          |
| 카메룬                 | 독재     | 민간인 독재           | 4. 권력 변화 없음 |
| 캐나다                 | 민주주의 | 의회 민주주의         | |
| 카보베르데             | 민주주의 | 준대통령제 민주주의   | |
| 중앙아프리카 공화국    | 독재     | 군사 독재             | 4. 권력 변화 없음 |
| 차드                   | 독재     | 군사 독재             | 4. 권력 변화 없음 |
| 칠레                   | 민주주의 | 대통령제 민주주의     | |
| 중국                   | 독재     | 민간인 독재           | 3. 모든 정당이 정권 소속임 |
| 콜롬비아               | 민주주의 | 대통령제 민주주의     | |
| 코모로                 | 민주주의 | 대통령제 민주주의     | |
| 콩고 공화국            | 독재     | 군사 독재             | 4. 권력 변화 없음 |
| 코스타리카             | 민주주의 | 대통령제 민주주의     | |
| 코트디부아르           | 독재     | 민간인 독재           | |
| 크로아티아             | 민주주의 | 준대통령제 민주주의   | |
| 쿠바                   | 독재     | 민간인 독재           | 3. 모든 정당이 정권 소속임 4. 권력 변화 없음                                                                                   |
| 키프로스               | 민주주의 | 대통령제 민주주의     | |
| 체코                   | 민주주의 | 의회 민주주의         | |
| 콩고 민주 공화국       | 독재     | 민간인 독재           | 4. 권력 변화 없음 |
| 덴마크                 | 민주주의 | 의회 민주주의         | |
| 지부티                 | 독재     | 의회 독재             | 3. 하나의 입법 정당 |
| 도미니카 연방          | 민주주의 | 의회 민주주의         | |
| 도미니카 공화국        | 민주주의 | 대통령제 민주주의     | |
| 동티모르               | 민주주의 | 준대통령제 민주주의   | |
| 에콰도르               | 민주주의 | 대통령제 민주주의     | |
| 이집트                 | 독재     | 군사 독재             | 4. 권력 변화 없음 |
| 엘살바도르             | 민주주의 | 대통령제 민주주의     | |
| 적도 기니              | 독재     | 군사 독재             | 4. 권력 변화 없음 |
| 에리트레아             | 독재     | 왕실 독재             | 1. 행정부 미선출 2. 입법부 미선출 3. 모든 정당은 금지됨 4. 권력 변화 없음                                                      |
| 에스토니아             | 민주주의 | 의회 민주주의         | |
| 에티오피아             | 독재     | 민간인 독재           | 3. 모든 정당이 정권 소속임 4. 권력 변화 없음                                                                                   |
| 피지                   | 독재     | 왕실 독재             | 1. 행정부 미선출 2. 입법부 없음 3. 입법 정당 없음                                                                              |
| 핀란드                 | 민주주의 | 준대통령제 민주주의   | |
| 프랑스                 | 독재     | 군사 독재             | 1. 행정부 미선출 |
| 가봉                   | 독재     | 민간인 독재           | 4. 권력 변화 없음 |
| 감비아                 | 독재     | 왕실 독재             | 4. 권력 변화 없음 |
| 조지아                 | 민주주의 | 준대통령제 민주주의   | |
| 독일                   | 민주주의 | 의회 민주주의         | |
| 가나                   | 민주주의 | 대통령제 민주주의     | |
| 그리스                 | 민주주의 | 의회 민주주의         | |
| 그레나다               | 민주주의 | 의회 민주주의         | |
| 과테말라               | 민주주의 | 대통령제 민주주의     | |
| 기니                   | 독재     | 군사 독재             | 1. 행정부 미선출 4. 권력 변화 없음                                                                                             |
| 기니비사우             | 민주주의 | 준대통령제 민주주의   | |
| 가이아나               | 독재     | 민간인 독재           | 4. 권력 변화 없음 |
| 아이티                 | 독재     | 민간인 독재           | 4. 권력 변화 없음 |
| 온두라스               | 민주주의 | 대통령제 민주주의     | |
| 헝가리                 | 민주주의 | 의회 민주주의         | |
| 아이슬란드             | 민주주의 | 준대통령제 민주주의   | |
| 인도                   | 민주주의 | 의회 민주주의         | |
| 인도네시아             | 민주주의 | 대통령제 민주주의     | |
| 이란                   | 독재     | 왕실 독재             | 전제왕실이 사실상 아르메흐 존재로 임시로존재 3. 정당자체가 의미 없음                                                           |
| 이라크                 | 독재     | 군사 독재 민간인 독재 | 3. 모든 정당이 정권 소속임 |
| 아일랜드               | 민주주의 | 준대통령제 민주주의   | |
| 이스라엘               | 민주주의 | 의회 민주주의         | |
| 이탈리아               | 민주주의 | 의회 민주주의         | |
| 자메이카               | 민주주의 | 의회 민주주의         | |
| 일본                   | 민주주의 | 의회 민주주의         | |
| 요르단                 | 독재     | 왕실 독재             | 1. 행정부 미선출 4. 권력 변화 없음                                                                                             |
| 카자흐스탄             | 독재     | 군사 독재             | 4. 권력 변화 없음 |
| 케냐                   | 민주주의 | 대통령제 민주주의     | |
| 키리바시               | 민주주의 | 의회 민주주의         | |
| 쿠웨이트               | 독재     | 왕실 독재             | 1. 행정부 미선출 3. 모든 정당은 법적으로 금지됨                                                                                |
| 키르기스스탄           | 민주주의 | 준대통령제 민주주의   | |
| 라오스                 | 독재     | 민간인 독재 군사 독재 | 1. 행정부 미선출3. 법적으로 유일당 국가                                                                                        |
| 라트비아               | 민주주의 | 의회 민주주의         | |
| 레바논                 | 독재     | 군사 독재             | |
| 레소토                 | 독재     | 민간인 독재           | 4. 권력 변화 없음 |
| 라이베리아             | 민주주의 | 대통령제 민주주의     | |
| 리비아                 | 독재     | 군사 독재 왕실 독재   | 1. 행정부 미선출 2. 입법부가 임명 방식임 3. 정당 없음                                                                          |
| 리히텐슈타인           | 민주주의 | 의회 민주주의         | |
| 리투아니아             | 민주주의 | 준대통령제 민주주의   | |
| 룩셈부르크             | 민주주의 | 의회 민주주의         | |
| 북마케도니아           | 민주주의 | 준대통령제 민주주의   | |
| 마다가스카르           | 민주주의 | 준대통령제 민주주의   | |
| 말라위                 | 민주주의 | 대통령제 민주주의     | |
| 말레이시아             | 민주주의 | 의회 민주주의         | 3.독재여당에서 마지막으로 제외(2018년)                                                                                         |
| 몰디브                 | 민주주의 | 대통령제 민주주의     | |
| 말리                   | 민주주의 | 준대통령제 민주주의   | |
| 몰타                   | 민주주의 | 의회 민주주의         | |
| 마셜 제도              | 민주주의 | 의회 민주주의         | |
| 모리타니               | 독재     | 군사 독재 왕실 독재   | 1. 행정부 미선출 2. 입법부 없음 3. 입법 정당 없음                                                                              |
| 모리셔스               | 민주주의 | 의회 민주주의         | |
| 멕시코                 | 민주주의 | 대통령제 민주주의     | |
| 미크로네시아 연방      | 민주주의 | 대통령제 민주주의     | |
| 몰도바                 | 민주주의 | 의회 민주주의         | |
| 몽골                   | 민주주의 | 준대통령제 민주주의   | |
| 몬테네그로             | 민주주의 | 왕실 독재             | 4. 권력 변화 없음(왕실) |
| 모로코                 | 독재     | 왕실 독재             | 1. 행정부 미선출 |
| 모잠비크               | 독재     | 민간인 독재           | 4. 권력 변화 없음 |
| 미얀마                 | 독재     | 군사 독재             | 1. 행정부 미선출 2. 입법부 없음 3. 입법 정당 없음                                                                              |
| 나미비아               | 독재     | 왕실 독재             | 4. 권력 변화 없음 |
| 나우루                 | 민주주의 | 의회 민주주의         | |
| 네팔                   | 민주주의 | 의회 민주주의         | |
| 네덜란드               | 민주주의 | 의회 민주주의         | |
| 뉴질랜드               | 민주주의 | 의회 민주주의         | |
| 니카라과               | 민주주의 | 대통령제 민주주의     | |
| 니제르                 | 민주주의 | 준대통령제 민주주의   | |
| 나이지리아             | 민주주의 | 대통령제 민주주의     | |
| 조선민주주의인민공화국 | 전체주의 | 왕실 독재             | 1. 행정부 미선출 2.입법부가 임시로 존재안함 3.조선로동당 1개뿐임 4.권력변화 없음으로 안끝나고 전체주의및 독재중에서도 최하위임 |
| 노르웨이               | 민주주의 | 의회 민주주의         | |
| 오만                   | 독재     | 왕실 독재             | 1. 행정부 미선출 2. 입법부가 폐쇄됨 3. 입법 정당 없음                                                                          |
| 파키스탄               | 민주주의 | 의회 민주주의         | |
| 팔라우                 | 민주주의 | 대통령제 민주주의     | |
| 파나마                 | 민주주의 | 대통령제 민주주의     | |
| 파푸아뉴기니           | 민주주의 | 의회 민주주의         | |
| 파라과이               | 민주주의 | 대통령제 민주주의     | |
| 페루                   | 민주주의 | 대통령제 민주주의     | |
| 필리핀                 | 민주주의 | 대통령제 민주주의     | |
| 폴란드                 | 민주주의 | 준대통령제 민주주의   | |
| 포르투갈               | 민주주의 | 준대통령제 민주주의   | |
| 카타르                 | 독재     | 왕실 독재             | 1. 행정부 미선출 2. 입법부 미선출 3. 입법 정당 없음                                                                            |
| 루마니아               | 민주주의 | 준대통령제 민주주의   | |
| 러시아                 | 독재     | 군사 독재             | 3. 사실상 모든정당이 정권소속임 4. 권력 변화 없음                                                                              |
| 르완다                 | 독재     | 군사 독재             | 4. 권력 변화 없음 |
| 사모아                 | 독재     | 왕실 독재             | 4. 권력 변화 없음 |
| 산마리노               | 민주주의 | 의회 민주주의         | |
| 상투메 프린시페        | 민주주의 | 준대통령제 민주주의   | |
| 사우디아라비아         | 독재     | 왕실 독재             | 1. 행정부 미선출 2. 입법부 미선출 3. 입법 정당 없음 4. 권력 변화 없음                                                          |
| 세네갈                 | 민주주의 | 준대통령제 민주주의   | |
| 세르비아               | 민주주의 | 준대통령제 민주주의   | |
| 세이셸                 | 독재     | 왕실 독재             | 4. 권력 변화 없음 |
| 시에라리온             | 민주주의 | 대통령제 민주주의     | |
| 싱가포르               | 독재     | 민간인 독재           | 4. 권력 변화 없음 |
| 슬로바키아             | 민주주의 | 준대통령제 민주주의   | |
| 슬로베니아             | 민주주의 | 의회 민주주의         | |
| 솔로몬 제도            | 민주주의 | 의회 민주주의         | |
| 소말리아               | 독재     | 민간인 독재           | 2. 입법부 미선출 3. 입법 정당 없음                                                                                             |
| 남아프리카 공화국      | 독재     | 민간인 독재           | 4. 권력 변화 없음 |
| 대한민국               | 민주주의 | 대통령제 민주주의     | |
| 스페인                 | 민주주의 | 의회 민주주의         | |
| 스리랑카               | 민주주의 | 대통령제 민주주의     | |
| 세인트키츠 네비스      | 민주주의 | 의회 민주주의         | |
| 세인트루시아           | 민주주의 | 의회 민주주의         | |
| 세인트빈센트 그레나딘  | 민주주의 | 의회 민주주의         | |
| 수단                   | 독재     | 군사 독재             | 1. 행정부 미선출 2. 입법부 미선출                                                                                              |
| 수리남                 | 민주주의 | 대통령제 민주주의     | |
| 에스와티니             | 독재     | 왕실 독재             | 1. 행정부 미선출 3. 법적으로 유일당 국가                                                                                       |
| 스웨덴                 | 민주주의 | 의회 민주주의         | |
| 스위스                 | 민주주의 | 대통령제 민주주의     | |
| 시리아                 | 독재     | 군사 독재             | 3. 모든 정당이 정권 소속임 |
| 대만                   | 민주주의 | 준대통령제 민주주의   | |
| 타지키스탄             | 독재     | 민간인 독재           | 4. 권력 변화 없음 |
| 탄자니아               | 독재     | 군사 독재             | 4. 권력 변화 없음 |
| 태국                   | 민주주의 | 의회 민주주의         | |
| 토고                   | 독재     | 민간인 독재           | 4. 권력 변화 없음 |
| 통가                   | 독재     | 왕실 독재             | 1. 행정부 미선출 2. 입법부 미선출 3. 모든 정당은 법적으로 금지됨 4. 권력 변화 없음                                             |
| 트리니다드 토바고      | 민주주의 | 의회 민주주의         | |
| 튀니지                 | 독재     | 군사 독재             | 4. 권력 변화 없음 |
| 튀르키예               | 민주주의 | 대통령제 민주주의     | |
| 투르크메니스탄         | 독재     | 민간인 독재           | 3. 법적으로 정당이 하나뿐임 |
| 투발루                 | 민주주의 | 의회 민주주의         | |
| 우간다                 | 독재     | 민간인 독재           | 4. 권력 변화 없음 |
| 우크라이나             | 민주주의 | 준대통령제 민주주의   | |
| 아랍에미리트           | 독재     | 왕실 독재             | 1. 행정부 미선출 2. 입법부 없음 3. 입법 정당 없음                                                                              |
| 영국                   | 독재     | 왕실 독재             | 1. 모든 정당이 정권 소속임 |
| 미국                   | 민주주의 | 대통령제 민주주의     | |
| 우루과이               | 민주주의 | 대통령제 민주주의     | |
| 우즈베키스탄           | 독재     | 군사 독재             | 3. 정당이 하나뿐임 4. 권력 변화 없음                                                                                           |
| 바누아투               | 민주주의 | 의회 민주주의         | |
| 베네수엘라             | 민주주의 | 대통령제 민주주의     | |
| 베트남                 | 독재     | 왕실 독재             | 1. 행정부 미선출 3. 정당이 하나뿐임 4. 권력 변화 없음(대신에 군주가 존재하므로 독재의미 없음)                                  |
| 예멘                   | 독재     | 군사 독재             | 4. 권력 변화 없음 |
| 잠비아                 | 독재     | 왕실 독재&민간인 독재 | 3. 정당이 없음 4. 권력 변화 없음                                                                                               |
| 짐바브웨               | 독재     | 왕실 독재             | 4. 권력 변화 없음 |

## 같이 보기
- 민주주의 지수